# 독일 축구 국가대표팀 유니폼 역사

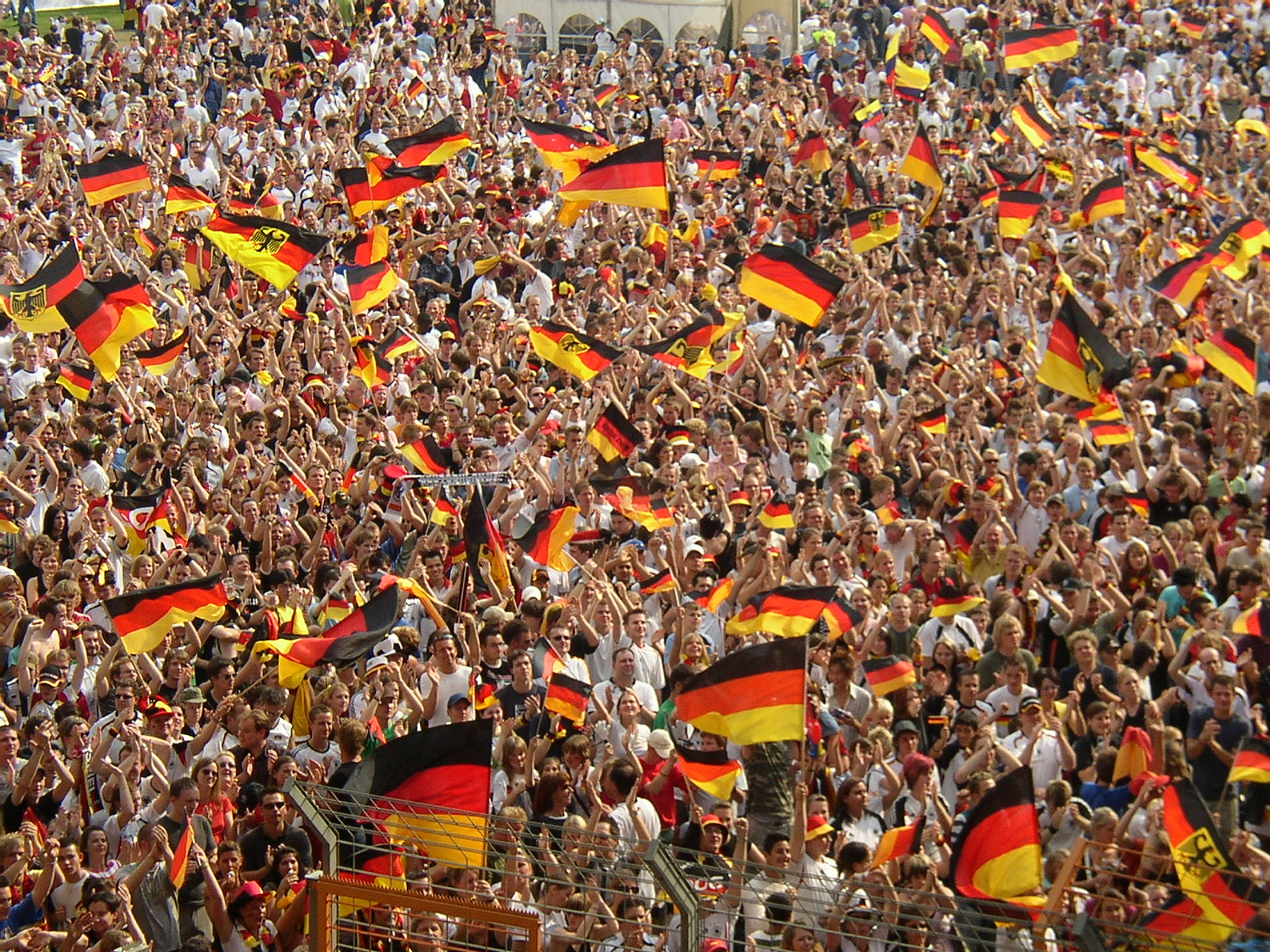
2006년 FIFA 월드컵 당시 전례 없는 숫자의 독일의 국기가 공공장소에 등장하였다.

국가대표팀의 홈 유니폼은 항상 백색 상의와 흑색 하의로 이루어졌다. 이 색은 독일 북부에 위치했었던 프로이센의 19세기 국기에서 유래하였다. 1988년을 기점으로, 다수의 홈 유니폼 디자인은 현 독일 국기를 응용한 패턴을 사용한다. 그러나 2014년 FIFA 월드컵을 앞두고 공개된 흑색, 적색, 주황색의 패턴이 새겨진 상하의가 모두 백색인 유니폼은 몇 평론가로부터 독일스럽지 않은 유니폼이라는 비판이 나왔다. 원정 유니폼은 여러차례 변경되었다. 본래, 녹색 상의와 백색 하의를 가장 흔하게 사용하되었다. 이 색이 원정 유니폼으로 채택된 데에는 녹색 유니폼을 홈 유니폼으로 쓰는 아일랜드가 제2차 세계 대전을 이후로 국가대항전을 치른 첫 상대임을 나타내는데 있었다고 한 언론에서 주장되었다. 그러나 이 주장은 제2차 세계 대전 이후의 상대가 스위스이기 때문에 허구가 되었다. 원정 유니폼으로 사용된 색으로는 회색과 흑색도 있었다. 2006년 위르겐 클린스만 감독이 적색이 통계적으로 더 성공적이며, 상대에게 공포감을 더 키워준다고 주장하여, 원정 유니폼을 흑색에서 적색으로 변경하였다. 그는 2006년 월드컵 이전에 이 원정 유니폼을 입고 더 안좋은 성적을 거두었음에도 불구 (예를 들어 이탈리아전 1-4 대패) 하고도, 월드컵 본선에서 적색 원정 유니폼을 홈 유니폼처럼 사용하기를 기대하였으나, 독일대표팀은 2006년 월드컵에서 7경기 모두 홈 유니폼을 착용하였다. 2010년, 이 적색 원정 유니폼은 흑색 상의와 백색 하의로 환원되었고, 본선에서는 홈 유니폼의 하의와 조합하여, 상 하의를 모두 흑색으로 하여 3경기 (가나전, 아르헨티나전, 우루과이전) 에 착용하였다. 이 새 원정 유니폼은 2010년 3월 3일, 아르헨티나와의 친선전에서 처음 사용되었다. 독일 국가대표팀은 유로 2012년을 앞두고 녹색 상의를 다시 원정 유니폼으로 채택하였다. 하지만 2014년 FIFA 월드컵에서는 원정 유니폼이 다시 검은색으로 회귀했다. 다만 완전한 검은색은 아니고 검은색과 붉은 색으로 이루어진 가로 줄무늬를 유니폼 상의의 색상으로 채택했다.

## 킷 스폰서
아디다스는 국가대표팀의 유니폼 스폰서로, 1954년을 기점으로 계약으로 체결하여 최소한 2018년까지 지속된다. 나이키는 지속적으로 독일 국가대표팀에 제의하였는데, 2007년 8월에는 당시 아디다스가 지불하는 값의 8배인 €500M에 8년 계약을 제의하였으나, DFB는 독일 연고의 아디다스와의 계약을 유지하기로 결정하였다. 70년대에 독일은 현재 아디다스의 자회사인 에리마에서 제작한 유니폼을 입기도 하였다.

## 유니폼 변천사

### 홈 유니폼[7]
| 1908년 | 1934년 · FIFA 월드컵 | 1938년 · FIFA 월드컵 | 1954년 · FIFA 월드컵 | 1970년 · FIFA 월드컵 | 1974년 · FIFA 월드컵 |

| 1978년 · FIFA 월드컵 | 유로 1980 · 1982년 월드컵 | UEFA 유로 · 1984 | 1986년 · FIFA 월드컵 | 유로 1988 · 1990년 월드컵 | UEFA 유로 · 1992 |

| 1994년 · FIFA 월드컵 | UEFA 유로 · 1996 | 1998년 · FIFA 월드컵 | UEFA 유로 · 2000 | 2002년 · FIFA 월드컵 | UEFA 유로 · 2004 |

| 2006년 · FIFA 월드컵 | UEFA 유로 · 2008 | 2010년 · FIFA 월드컵 | UEFA 유로 · 2012 | 2014년 · FIFA 월드컵 | UEFA 유로 · 2016 |

| 2017년 · FIFA 컨페드컵 | 2018년 · FIFA 월드컵 | UEFA 유로 · 2020 | 2020년 · 동계 올림픽 |

### 원정 유니폼[7]
| 1954, 1958년 · FIFA 월드컵 | 1966, 1970년 · FIFA 월드컵 | 1974, 1978년 · FIFA 월드컵 | 유로 1980 · 1982년 월드컵 | 유로 1984 · 1986년 월드컵 | 유로 1988 · 1990년 월드컵 |

| UEFA 유로 · 1992 | 1994년 · FIFA 월드컵 | UEFA 유로 · 1996 | 1998년 · FIFA 월드컵 | UEFA 유로 · 2000 | 2002년 · FIFA 월드컵 |

| UEFA 유로 · 2004 | 2005년 · FIFA 컨페드컵 | 2006년 · FIFA 월드컵 | UEFA 유로 · 2008 | 2010년 · FIFA 월드컵 | UEFA 유로 · 2012 |

| 2014년 · FIFA 월드컵 | UEFA 유로 · 2016 | 2018년 · FIFA 월드컵 | UEFA 유로 · 2020 |